# Philippe Vorbe
Pour les articles homonymes, voir Vorbe.
Philippe Vorbe (né le 14 septembre 1947 à Port-au-Prince en Haïti) est un footballeur international haïtien, qui évoluait au poste de milieu de terrain, avant de devenir entraîneur.

## Biographie

### Carrière de joueur

#### Carrière en club
Philippe Vorbe a l'occasion de jouer durant deux saisons aux États-Unis (1967 et 1968), au sein du New York Generals, où il dispute 14 matchs (5 en NPSL et 9 en NASL), inscrivant deux buts en tout. Il rentre au pays dans les années 1970 afin de poursuivre sa carrière au Violette AC dont il sera également l'entraîneur.

#### Carrière en équipe nationale
Grande vedette de la sélection haïtienne de football des années 1970, Philippe Vorbe est international de 1965 à 1980 et compte 47 sélections pour quatre buts inscrits.
Il dispute un total de 15 matchs (pour trois buts marqués) lors des différents tours préliminaires de la Coupe du monde (huit matchs comptant pour les qualifications au mondial 1970, cinq lors des éliminatoires du mondial 1974 et deux dans le cadre des éliminatoires du mondial 1978).
Il figure dans le groupe des sélectionnés lors de la Coupe du monde de 1974, organisée par la RFA, où il joue les trois rencontres de son équipe (éliminée au 1er tour) contre l'Italie, la Pologne et l'Argentine. Il se distingue notamment lors du match contre les Italiens en délivrant une passe décisive à son coéquipier Emmanuel Sanon dont le but met fin à une série d'invincibilité de 12 matchs du mythique gardien azzurro Dino Zoff.
Buts en sélection
| Buts en sélection de Philippe Vorbe | Buts en sélection de Philippe Vorbe | Buts en sélection de Philippe Vorbe                   | Buts en sélection de Philippe Vorbe | Buts en sélection de Philippe Vorbe | Buts en sélection de Philippe Vorbe | Buts en sélection de Philippe Vorbe |
|                                     | Date                                | Lieu                                                  | Adversaire                          | Score                               | Résultat                            | Compétition                         |
| ----------------------------------- | ----------------------------------- | ----------------------------------------------------- | ----------------------------------- | ----------------------------------- | ----------------------------------- | ----------------------------------- |
| 1.                                  | 25 novembre 1968                    | Stade Sylvio-Cator, Port-au-Prince (Haïti)            | Trinité-et-Tobago                   | 2-2                                 | 2-4                                 | QCM 1970                            |
| 2.                                  | 28 septembre 1969                   | Estadio Nacional Flor Blanca, San Salvador (Salvador) | Salvador                            | 0-3                                 | 0-3                                 | QCM 1970                            |
| 3.                                  | 15 avril 1972                       | Stade Sylvio-Cator, Port-au-Prince (Haïti)            | Porto Rico                          | 7-0                                 | 7-0                                 | QCM 1974                            |
| 4.                                  | 17 décembre 1972                    | Stade Sylvio-Cator, Port-au-Prince (Haïti)            | Antilles néerlandaises              |                                     | 4-1                                 | Match amical                        |

### Hommages
Reconverti en analyste sportif, Philippe Vorbe est honoré le 11 juin 2018 par Victor Montagliani, président de la CONCACAF, en devenant le premier joueur haïtien à faire son entrée dans le Hall of fame de la Concacaf,.

## Palmarès(joueur)
- Haïti
  - Vainqueur de la Coupe des nations de la CONCACAF en 1973[7].